# Sandal Magna
Sandal Magna – dzielnica miasta Wakefield w Anglii, w hrabstwie West Yorkshire, w dystrykcie Wakefield. Leży 3 km od centrum miasta Wakefield. W 1921 roku civil parish liczyła 9280 mieszkańców. Sandal Magna jest wspomniana w Domesday Book (1086) jako Sandala/Sandale.